# Bewimperter Mannsschild
Der Bewimperte Mannsschild (Androsace chamaejasme), auch Wimper-Mannsschild, Zwerg-Mannsschild oder Haariger Mannsschild genannt, ist eine Pflanzenart aus der Gattung Mannsschild (Androsace) in der Familie der Primelgewächse (Primulaceae).

## Beschreibung

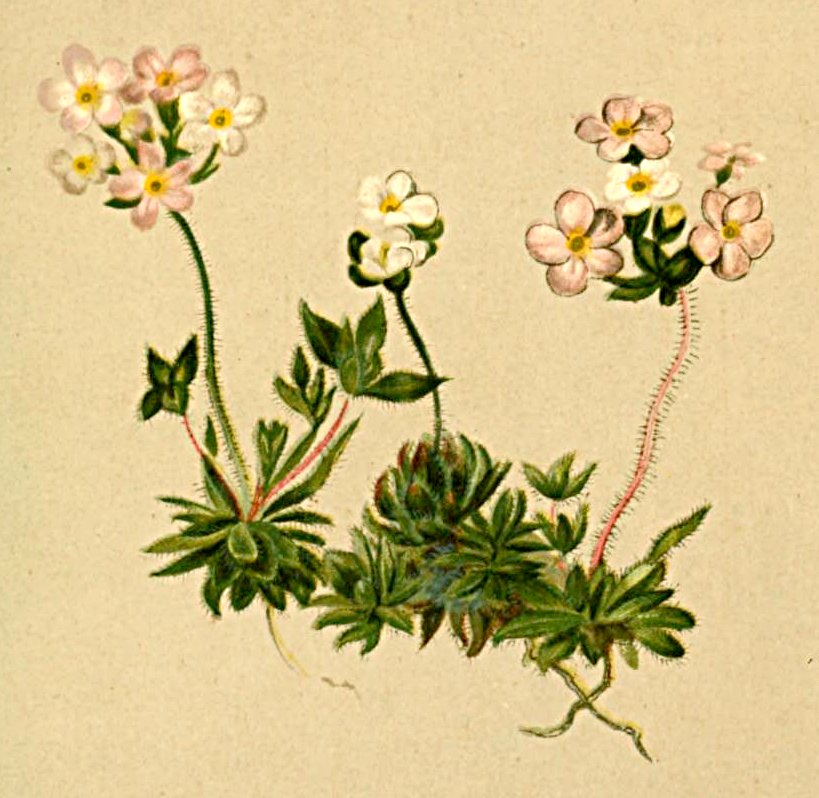
Illustration aus Atlas der Alpenflora

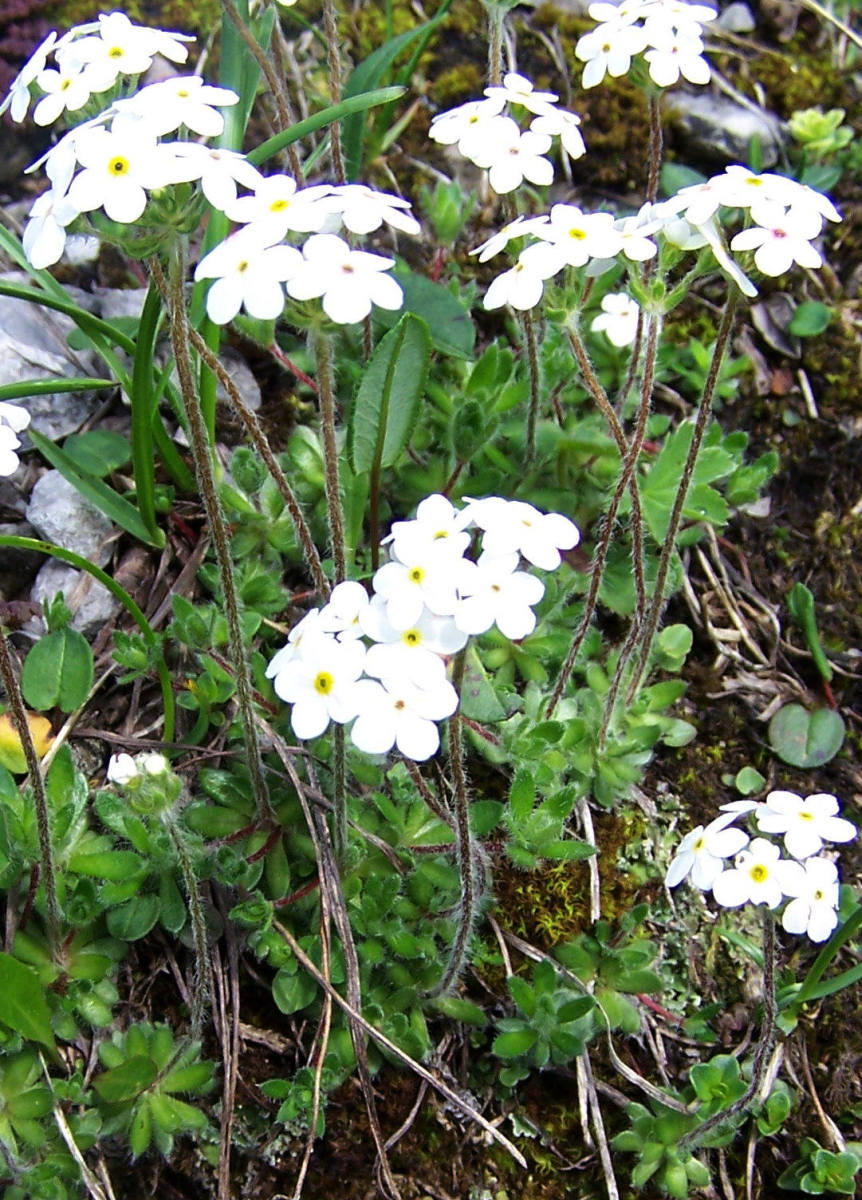
Bewimperter Mannsschild in der Tatra

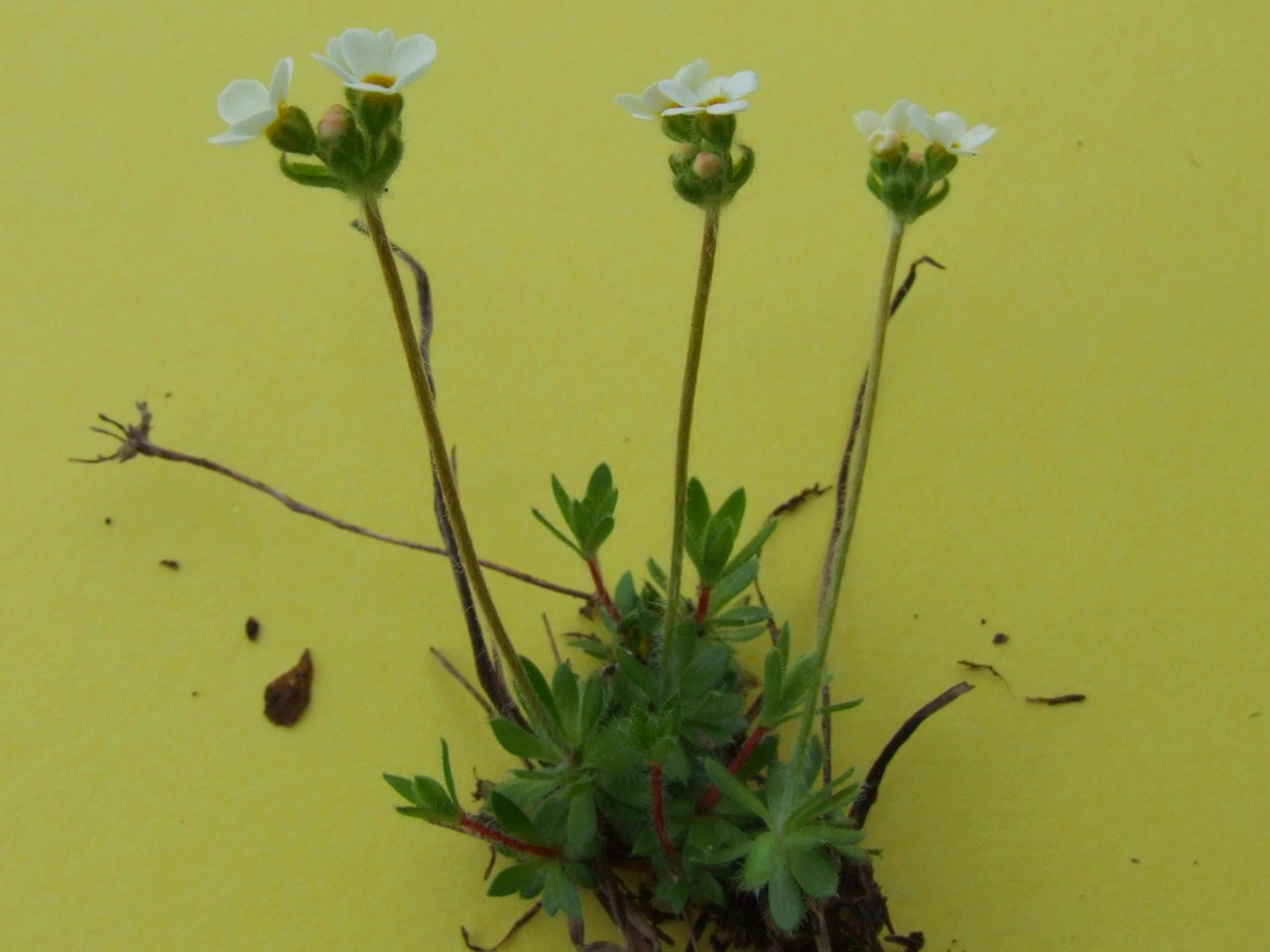
Habitus, Laubblätter und Blütenstände

### Vegetative Merkmale
Der Bewimperte Mannsschild wächst lockerrasig als sommergrüne, ausdauernde krautige Pflanze und erreicht Wuchshöhen von 2 bis 7, selten bis zu 10 Zentimetern. Der Blattrand, Stängel, Tragblätter und der Kelch sind mit abstehenden zottigen, einfachen (bis zu 2 Millimeter langen) Haaren und kurzen Drüsenhaaren besetzt (Indument).
Die Laubblätter stehen in grundständigen, flach ausgebreiteten Blattrosetten zusammen. Die einfachen, ganzrandigen Laubblätter sind bei einer Länge von 5 bis 15 Millimetern sowie einer Breite von 2 bis 4 Millimetern lanzettlich und auf den Blattflächen fast kahl. Der Blattrand ist lang bewimpert.

### Generative Merkmale
Die Blütezeit reicht von Juni bis August. Auf einem langen Blütenstandsschaft stehen wenige (zwei bis acht) Blüten in einem endständigen, doldigen Blütenstand zusammen. Die Blütenstiele sind 2 bis 7 Millimeter lang.
Die zwittrigen Blüten sind radiärsymmetrisch und fünfzählig mit doppelter Blütenhülle. Die fünf Kelchblätter sind bis zur Hälfte ihrer Länge glockig verwachsen. Die Blütenkrone besitzt einen Durchmesser von 5 bis 10 Millimetern und ist weiß und später rötlich mit gelbem Schlund und meist gerundeten Kronzipfeln.
Die Kapselfrucht ist 2,5 bis 3,5 Millimeter lang. Sie enthält nur sehr wenige 2 bis 3 Millimeter lange Samen.
Die Chromosomengrundzahl beträgt x = 10; es liegt Diploidie vor mit einer Chromosomenzahl von 2n = 20.

## Ökologie
Beim Bewimperten Mannsschild handelt es sich um einen Chamaephyten. Der Bewimperte Mannsschild ist ausgesprochen wind- und kälteresistent und kann mit grünen Blättern und ausgebildeten Blütenknospen auf schneefrei geblasenen Graten Temperaturen von −38 °C und Windstärken von 40 Meter pro Sekunde (= 144 km/h) überleben.
Nektar wird nur bei günstigem Wetter abgesondert. Nach der Bestäubung wechselt die Blütenfarbe: Die gelben Saftmale werden karminrot, die weißen Kronenzipfel verfärben sich rosenrötlich; ein Blütenbesuch lohnt sich für Insekten dann nicht mehr. Die kurze Kronröhre des Bewimperten Mannsschildes ist Fliegen zugänglich.

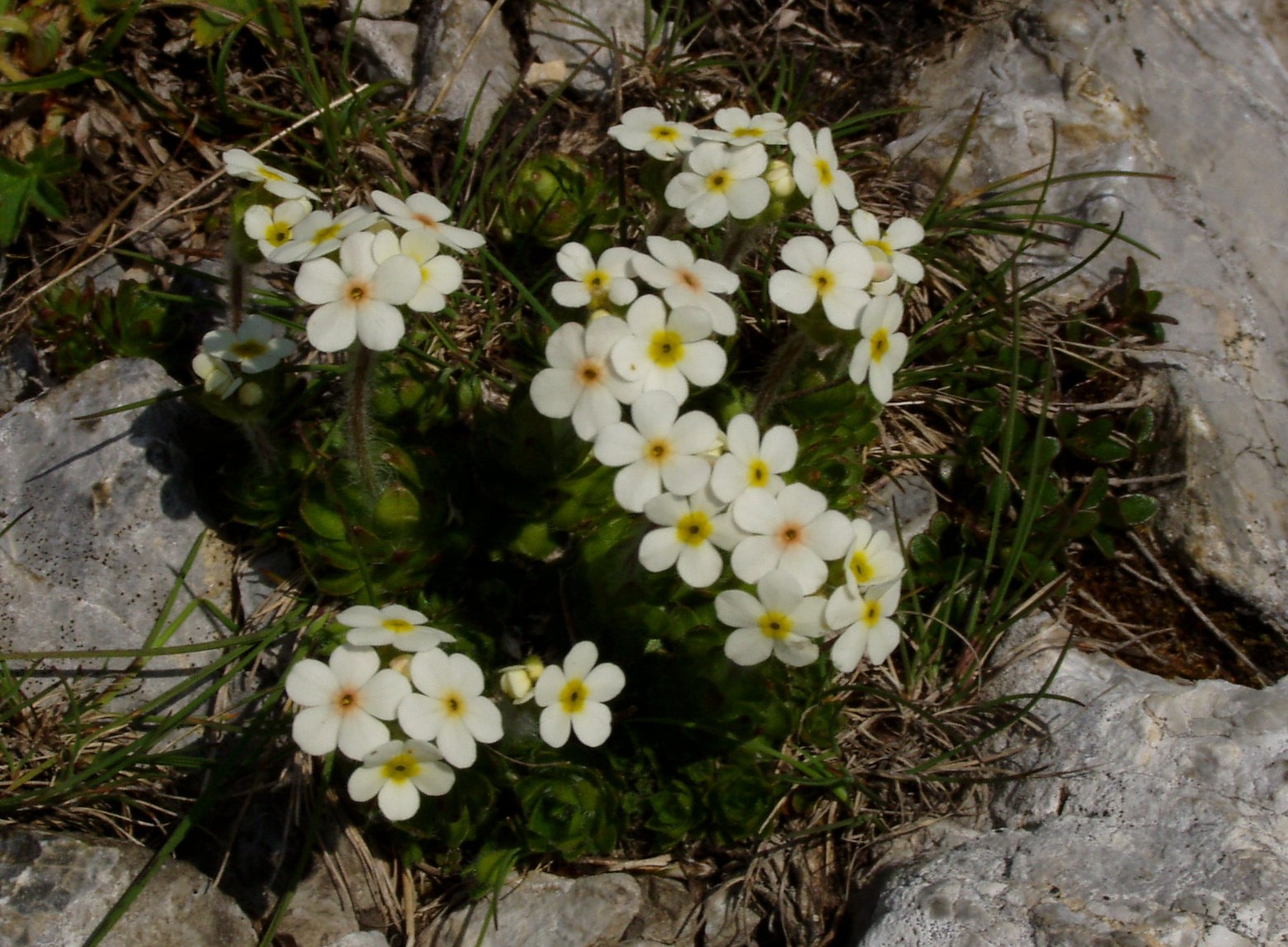
Habitus und Blüten im Habitat auf der Rax

## Vorkommen
Das Verbreitungsgebiet von Androsace chamaejasme umfasst die meisten Hochgebirge der Holarktis: die Alpen, die Pyrenäen, die Karpaten und Gebirge Nordasiens sowie Nordamerikas. In Colorado und Wyoming existiert die seltene Unterart Androsace chamaejasme subsp. carinata (Torr.) Hultén.
Der Verbreitungsschwerpunkt des Bewimperten Mannsschildes in Mitteleuropa liegt eindeutig in den Nordalpen. In den Nördlichen Kalkalpen kommt er zerstreut und örtlich in lockeren Beständen vor; in den Zentralalpen sowie in den Nordteilen der mittleren und östlichen Südalpen ist er selten.
Der Bewimperte Mannsschild bevorzugt in Mitteleuropa Höhenlagen von 1600 bis 3000 Metern. In einzelnen Fällen wie in den Allgäuer Alpen in Hinterstein kommt er auch in einer Höhenlage von 850 Meter vor. Am Eisbach am Königssee kommt er in 604 Meter Höhe vor und erreicht in der Schweiz am Gornergrat 3000 Meter. Der Bewimperte Mannsschild gedeiht am besten auf kalkhaltigen bis kalkreichen, stickstoffarmen, ausgesprochen humosen, steinig-lockeren Lehmböden. Er besiedelt ruhenden Grobschutt und steinige alpine Rasen, er geht aber auch in humusverfüllte Felsspalten und auf windgefegte, im Winter oft schneearme oder schneefreie Grate und Platten.
Der Bewimperte Mannsschild ist in Mitteleuropa eine Charakterart des Verbands Seslerion. Die Art ist in Deutschland durch die BArtSchV besonders geschützt.
Die ökologischen Zeigerwerte nach Landolt & al. 2010 sind in der Schweiz: Feuchtezahl F = 2 (mäßig trocken), Lichtzahl L = 4 (hell), Reaktionszahl R = 5 (basisch), Temperaturzahl T = 1+ (unter-alpin, supra-subalpin und ober-subalpin), Nährstoffzahl N = 2 (nährstoffarm), Kontinentalitätszahl K = 4 (subkontinental).

## Taxonomie
Die Erstveröffentlichung von Androsace chamaejasme erfolgte 1787 durch Franz Xaver Freiherr von Wulfen in Nicolaus Joseph von Jacquin: Collectanea, 1, Seite 194. Das Artepitheton chamaejasme: bedeutet „zwergjasmin-artig“. Homonyme von Androsace chamaejasme Wulfen ex Jacq. sind: Androsace chamaejasme Wulfen ex Host, Androsace chamaejasme M.Bieb. Synonyme sind für  Androsace chamaejasme Wulfen sind: Androsace bungeana Schischk. & Bobrov, Androsace villosa subsp. chamaejasme (Wulfen) Rouy.